# 曲美辛古纪念碑
曲美辛古纪念碑，位于西藏自治区亚东县堆纳乡曲美辛古，2004年揭幕，纪念1904年在木龍年戰爭中英军進行的“曲美辛古大屠杀”中的遇难者。

## 简介
曲美辛古，藏语意为“泉水平坝”，位于堆纳村（木龍年戰爭时属江孜宗管辖，如今属于西藏自治区亚东县堆纳乡）以北约20公里处。因此地有一眼全年流淌的泉水而得名。傳說此地泉水有驅散敵人的神奇功能，過去侵藏敵人受阻於此，相當於西藏的溫泉關。
1903年，英國外交使團在榮赫鵬率領下由錫金進入西藏要求談判被拒，返回印度後英軍增兵，於次年（1904年）企图经曲美辛古到江孜要求談判（當時英國內閣為了避免刺激俄國與清廷，要求榮赫鵬只能前進到江孜要求談判，江孜宗山戰役後，西藏仍然拖延談判，內閣才允許榮赫鵬前進拉薩）。1904年3月，麦克唐纳与荣赫鹏率1000多人准备进攻嘎吾一带。錫金王國卻嘉（國王）圖多南嘉與藏军前线指挥官拉丁代本是親戚，他建議拉丁與英國只能和平談判，因爲藏軍若動武，是雞蛋碰石頭。:671中國說法是英军获悉在堆纳、多庆间的曲美辛古以北纵深区域有藏军和民兵防守，故英军未敢进攻，而是提出举行谈判。
- 對峙示意圖
- 英軍騎馬步兵
- 英方与藏軍戰前最後谈判
- 英軍把山坡上的藏軍趕到平地上。
- 從石堆堡壘（英语：Sangar (fortification)）後撤的藏軍被繳械
- 英軍醫院中受傷的藏軍

1904年3月31日，藏军指挥官拉丁代本、朗色林代本前往英軍与荣赫鹏等人谈判失敗之後，英軍將山坡上防守石堆堡壘的藏軍趕到平地，從三方面包圍了藏軍，在將藏軍繳械時雙方發生衝突。仅仅数分钟内，英军即射杀藏军400余人，代本拉丁、朗色林等人也被杀，被杀者的鲜血染红了曲美辛古泉水。这被稱為“曲美辛古大屠杀”。英军趁机攻占古鲁。西藏政府紀錄是523名藏军在曲美辛古阵亡，300多人受傷。:674也有說600-700名藏军在曲美辛古阵亡，168人受傷。
對於衝突的過程有不同的說法。來自曲水的藏軍定本Tseten Wangchuk說谈判時英軍開槍，他當場裝死，晚上逃回多慶錯，遇到英軍放回來的五十名戰俘，英軍治療了受傷戰俘，發給每個戰俘五盧比與一包香菸。:673–674清朝駐藏大臣有泰在給榮赫鵬的信中，表示拉丁代本不聽他的話，在曲美辛古先動武，錯在藏軍，並感謝榮赫鵬寬宏大量的釋放了「愚蠢無知」的藏軍戰俘。另一種在西藏流傳的說法是英军秘密包围了藏军。荣赫鹏等人与拉丁、朗色林见面后称：“既然要议和，为表示诚意，我们先将子弹退出枪膛，也要求你们下令将火枪的点火绳熄灭！”荣赫鹏命令英军士兵将步枪退出一发子弹，但实际上士兵们随即推动枪栓将另一发子弹放入枪膛。藏军当时并不了解步枪的构造，误以为英军枪膛内已没有子弹，便按协议将火绳枪的点火绳全部熄灭。英方随后命令英军开火，而待命的藏军却无法打响火绳枪。英军从而使用枪炮对实际上没有武器可用的藏军展开大屠杀。歷史學家Charles Allen認為沒有證據支持西藏方面英軍使詐的說法，藏军傷亡慘重是因為武器落後。
一首至今仍流传在江孜民间的民歌唱道：“心怀鬼胎的英人，假意与我谈判。怀着诚心的人们，却被遭到残杀。”
为纪念包括曲美辛古战斗在内的土鼠年戰爭與木龍年戰爭中死亡的西藏軍民，2004年10月6日，西藏自治区在曲美辛古举行曲美辛古抗英纪念碑揭幕及祭奠悼念仪式。亚东县帕里镇居民、当地武警官兵及亚东县的学生共600余人参加了仪式。
曲美辛古纪念碑碑身上，以藏文简述了当年的战争，同时刻满包括拉丁代本（藏军四品代本、时任藏军抗英前线总指挥）、朗色林代本等人在内的1400余名当年陣亡的西藏军民的姓名。